# ライカのコンパクトカメラ製品一覧
ライカのコンパクトカメラ製品一覧はライカが製造販売してきたコンパクトカメラの一覧である。

## 135フィルム使用カメラ

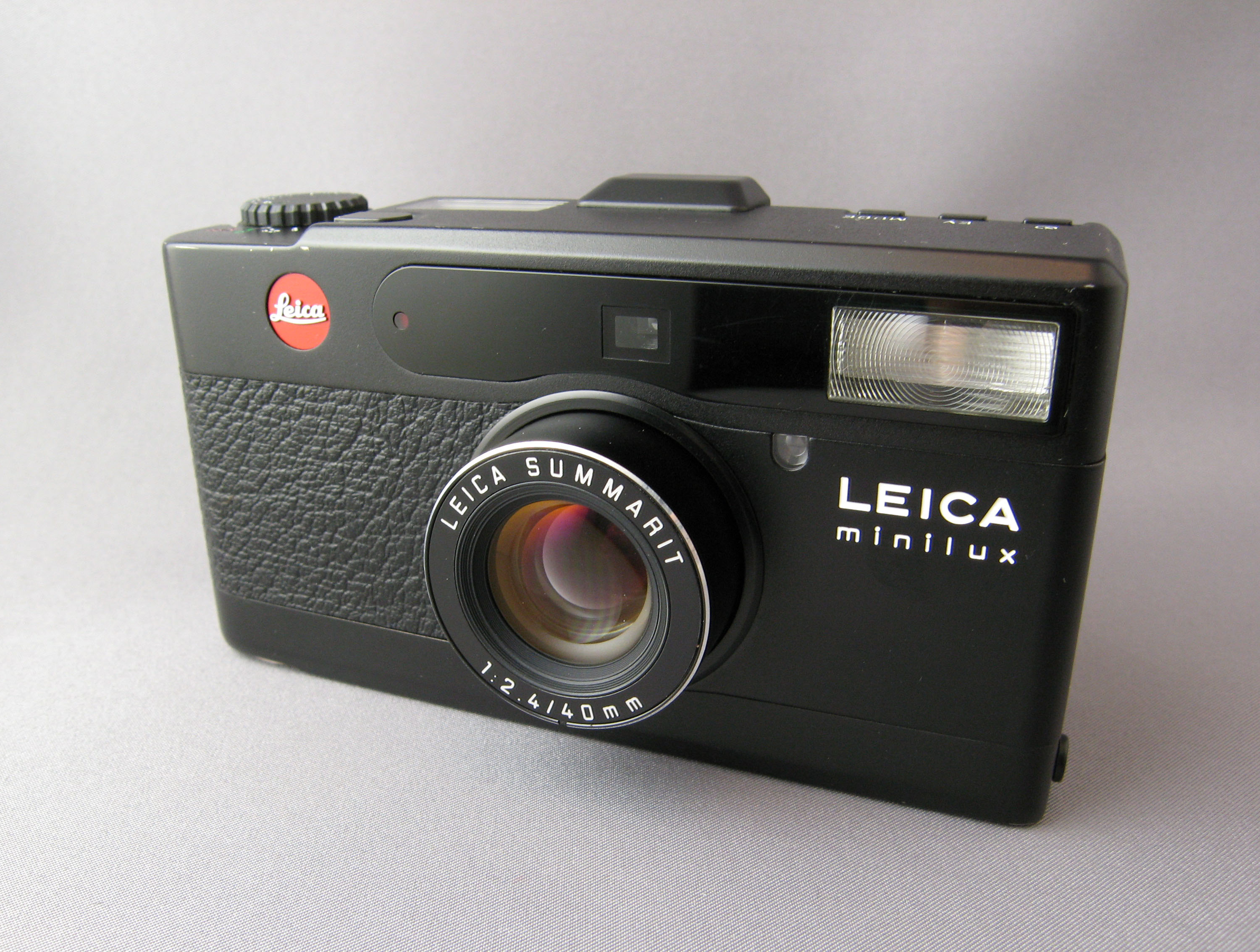
ライカminilux

- C1（リコー製）
- C3（リコー製）
- CM
- minilux（松下電器産業製）
- minilux zoom（松下電器産業製）

## APSフィルム使用カメラ
- C11

## デジタルカメラ

### デジルックス（digilux、DIGILUX）シリーズ
- digilux（1998年） - 富士フイルム FinePix 700 ベース
- digilux zoom（1999年） - 富士フイルム FinePix 1700z ベース
- DIGILUX 4.3（2000年） - 富士フイルム FinePix 4700Z ベース
- DIGILUX1（2002年） - パナソニック LUMIX DMC-LC5 ベース
- DIGILUX2（2004年） - パナソニック LUMIX DMC-LC1 ベース
- DIGILUX 3（2006年） - パナソニック LUMIX DMC-L1 ベース

### D-LUXシリーズ
- D-LUX（2003年） - パナソニック LUMIX DMC-F1 ベース
- D-LUX2（2005年） - パナソニック LUMIX DMC-LX1 ベース
- D-LUX3（2006年） - パナソニック LUMIX DMC-LX2 ベース
- D-LUX4（2008年） - パナソニック LUMIX DMC-LX3 ベース-1010万画素 光学2.5倍ズーム
- D-LUX5-ブラック（2010年） - パナソニック LUMIX DMC-LX5 ベース
- D-LUX5-チタン（2011年） - 日本では1,000セットを限定販売
- D-LUX6（2012年） - パナソニック LUMIX DMC-LX7 ベース
- D-LUX6（2012年） -G-STAR RAW エディション
- D-LUX（Typ 109） （2014年）
- D-LUX7（2018年）-パナソニック LUMIX DC-LX100M2 ベース
- D-LUX8（2024年）

### C-LUXシリーズ
- C-LUX1（2006年） - パナソニック LUMIX DMC-FX01 ベース
- C-LUX2（2007年） - パナソニック LUMIX DMC-FX30 ベース
- C-LUX3（2008年） - パナソニック LUMIX DMC-FX37 ベース
- C-LUX3ちびまる子ちゃんモデル（2010年7月21日） - 日本で50台のみ限定販売。

### V-LUXシリーズ
- V-LUX1（2006年） - パナソニック LUMIX DMC-FZ50 ベース
- V-LUX2（2008年） - パナソニック LUMIX DMC-FZ100 ベース
- V-LUX 20（2010年） - パナソニック LUMIX DMC-TZ10ベース-光学12倍ズームレンズとGPSを搭載
- V-LUX3（2011年） - パナソニック LUMIX DMC-FZ150 ベース
- V-LUX 30（2012年） - パナソニックLUMIX DMC-TZ20 ベース
- V-LUX4（2012年） - パナソニック LUMIX DMC-FZ200 ベース
- V-LUX 40 （2012年） - パナソニックLUMIX DMC-TZ30 ベース
- V-LUX Typ 114（2014年） - パナソニック LUMIX DMC-FZ1000 ベース

### Xシリーズ
- X1（2009年） - ライカ初の自社開発デジタルコンパクトカメラ。APS-Cサイズの大型センサー（1220万画素）を搭載し、24mm（35mmフルサイズ換算で35mm相当）f/2.8の単焦点レンズが採用された。
- X2（2012年） -  1600万画素に向上し、オートフォーカス性能が改善された。
  - X Vario (Typ107)（2013年）- 35mm換算で28-70mm相当のレンズ（f/3.5-6.5）を搭載。その他の性能はX2と同一。
  - X-E (Typ102)（2014年）- X2のデザイン違い。光学性能はX2と同一。
- X (Typ 113)（2014年）- X2に比べ、レンズの開放f値が1.7まで明るくなり、背面液晶の解像度が向上。
  - Leica X-U (Typ 113) （2016年）- X (Typ 113) の光学性能を踏襲しつつ、水深15mまでの防水機能を搭載。

### Qシリーズ
- Q（2015）- 2400万画素の35mmフルサイズのセンサーを採用。レンズにはSummilux 28 mm f/1.7 ASPH.を搭載。
  - Q-P（2018）- Qからデザインが変更されているものの、基本的な性能は同一。
- Q2（2019）- 4730万画素のフルサイズセンサーを採用。
- Q3（2023）- 6000万画素のフルサイズセンサーを採用。

## 関連記事
- ライカ
  - ライカのカメラ製品一覧
    - ライカのレンジファインダーカメラ製品一覧
    - ライカマウントレンズの一覧#ライカカメラAG
    - ライカの一眼レフカメラ製品一覧
    - ライカRマウントレンズの一覧#ライカカメラAG/エルンスト・ライツ